# Gebrüder Strasser
Die Gebrüder Strasser GmbH, später VEB Fleur Erfurt, war ein Unternehmen mit Sitz in Erfurt für die Herstellung pharmazeutischer Erzeugnisse, darunter auch Liköressenzen.
Max Strasser und sein Bruder begannen ihre Fabrikation um 1938 im Familienbetrieb in der Roonstraße in Erfurt, später führten sie sie in der Liebknechtstraße 8 fort. Die Liköressenzen umfassten 50 verschiedene Geschmacksrichtungen. 1949 erhielten die Brüder die Genehmigung zur Herstellung von Arzneimitteln erteilt. Die Herstellung überwachten der Apotheker Friedrich Zänglein und der Chemiker Carl Behner. 1954 entstand zusammen mit Wilhelm Niehaus eine OHG. Etwa 1972 wurde das Unternehmen in der DDR verstaatlicht zu einem sozialistischen Betrieb; es entstand die VEB Fleur Erfurt.
Zu den beliebten Produkten in der DDR zählten das KoKo Erfrischungs-, Erfrischungs- und Anregungsmittel, das tan Schaumbad, das fleur Schaumbad, die Raumsprays fri-lu und raum-frisch, das Fußmittel Qual-ex, die Massage-Emulsion strassin, sowie das Blitz Einmachglas-Verschliessmittel. Das Erfrischungsmittel hatte in der DDR eine ähnliche Bedeutung wie das 4711 in Westdeutschland. Nach der Wende wurde es in den 1990er Jahren noch von der DHW Rodleben hergestellt.